# Pristaulacus ornatus
Pristaulacus ornatus är en stekelart som beskrevs av Jean-Jacques Kieffer 1913. Pristaulacus ornatus ingår i släktet Pristaulacus och familjen vedlarvsteklar. Inga underarter finns listade i Catalogue of Life.